# Хърватска война за независимост
Хърватската война за независимост (на хърватски: Domovinski rat или Velikosrpska agresija; на сръбски: Рат у Хрватској) е остър въоръжен конфликт между сърби и хървати, който започва през 1991 г. и завършва през 1995 г. Избухва след като Хърватия обявява независимост от Социалистическа федеративна република Югославия.
Мнозинството от хърватите искат Хърватия да напусне федерацията и да стане суверенна държава, докато много етнически сърби в Хърватия се противопоставят на отделянето и искат някои от земите на новата държава да влязат в състава на обща държава със Сърбия. Повечето сърби желаят образуването на нова сръбска държава в Югославската федерация, включваща земи от Хърватия, Босна и Херцеговина със значително сръбско малцинство и се опитват да завладеят колкото се може повече територия от Хърватия. Хърватия обявява независимостта си на 25 юни 1991 г., но се съгласява да отложи формализирането ѝ с Брионската декларация и да скъса отношенията си с Югославия на 8 октомври 1991 г.
Югославската народна армия (ЮНА) първоначално се опитва да задържи Хърватия в Югославия чрез окупация. След като този план се проваля, сръбските сили установяват самообявилата се държава Република Сръбска Крайна в Хърватия. След примирието от януари 1992 г. и международното признаване на Хърватия като суверенна държава, фронтовите линии са укрепени, силите по опазване на мира към ООН са мобилизирани и военните действия са непостоянни през следващите три години. През това време Сръбска Крайна контролира 13 913 km2 – над четвърт от територията на Хърватия. През 1995 г. Хърватия предприема две големи офанзиви, станали известни под имената операция „Мълния“ (1995) и операция „Буря“, които слагат край на войната в тяхна полза. Останалите зони под контрола на ООН са включени в състава на Хърватия през 1998 г.
Войната завършва с победа за Хърватия, която постига целите си, обявени в началото на конфликта: независимост и запазване на границите си. Между 21 и 25% от хърватската икономика е унищожена, като инфраструктурните щети и нереализираните печалби са оценени на 37 млрд. долара. Над 20 000 души са убити във войната, а бежанци побягват и от двете страни. Сръбското и хърватското правителства започват постепенно да си сътрудничат, но напрежението остава, отчасти поради присъдите на Международния наказателен трибунал за бивша Югославия, както и поради делата, заведени от всяка от страните, обвиняващи другата в престъпления.
През 2007 г. Международният наказателен трибунал за бивша Югославия намира за виновен Милан Мартич, един от сръбските водачи в Хърватия, за това, че е заговорничил със Слободан Милошевич и други за създаването на „обединена сръбска държава“. В периода 2008 – 2012 г. трибуналът разследва хърватските генерали Анте Готовина, Младен Маркач и Иван Чермак за предполагаемо участие в престъпленията, свързани с операция „Буря“. Обвиненията срещу тях обаче са отхвърлени. Международният съд на ООН отхвърля взаимните обвинения на двете страни за геноцид през 2015 г. Той потвърждава, че престъпления срещу цивилни граждани са извършвани, но намерения за геноцид не е имало.

## Предистория
През 1970-те години югославския социалистически режим се разцепва на либерално-децентралистична националистическа фракция, предвождана от Хърватия и Словения, която подкрепя децентрализирана федерация, допускаща по-голяма автономия на двете страни, и консервативно-центристка националистическа фракция, предвождана от Сърбия, която подкрепя централизирана федерация, целяща главно защитаване на сръбските интереси в Югославия, тъй като те са най-голямата етническа група във федерацията. Така към края на Студената война и краха на комунистическите режими в Източна Европа през 1989 г., в Югославия се разразява криза. В Хърватия, регионалното крило на Съюза на комунистите на Югославия губи идеологическа мощ. Хърватия и Словения започват да искат да се отцепят, но Сърбия, оглавявана от Слободан Милошевич, се придържа към централизацията и еднопартийната власт и на практика отнема автономията на Косово и Войводина към март 1989 г. и вече разполага с техните гласове в югославското федерално президентство. Така към 1991 г. Сърбия си е осигурила четири от общо осем федерални вота, което блокира управляващия орган, тъй като останалите републики възразяват и призовават за реформи на федерацията. Политическите партии са разрешени през 1989 г. и така се появява Хърватската демократична общност, оглавявана от Франьо Туджман, който по-късно става и първи президент на Хърватия.
Междувременно разколът между словенци и хървати от една страна и сърби и черногорци от друга расте. През февруари 1990 г. Йован Рашкович основава Сръбската демократична партия в Книн, която цели промяна на регионалните подразделения на Хърватия по такъв начин, че да отразява и сръбските интереси.
През април и май се провеждат първите свободни избори в Хърватия. Те са спечелени от Хърватската демократична общност на Туджман. Отношенията между двете общности в страната се изострят – на 13 май 1990 г. по време на футболен мач в Загреб между Динамо Загреб) и Цървена звезда (Белград) избухват размирици между хърватски и сръбски фенове.
На 30 май 1990 г. Хърватският събор провежда първото си заседание. Президентът Туджман обявява манифеста си за нова конституция, както и набор от политически, икономически и социални промени. Местните сърби се възпротивяват на новата конституция. Към 1991 г. хърватите представляват 78,1%, а сърбите 12,2% от населението на Хърватия, но последните заемат по-голям процент държавни постове: 17,7% от държавниците в Хърватия са сърби. По-рано те са заемали дори по-голям дял, което създава у хърватите усещането, че сърбите са защитници на комунистическия режим. След идването на новата власт, много от сърбите в публичния сектор, особено в полицията, са уволнени и заменени с хървати. Това, заедно с изказването на Туджман „Слава Богу, че жена ми не е еврейка или сръбкиня“, е интерпретирано от сръбските медии по начин, внушаващ страх, че всякакъв вид независима Хърватия би означавало „държава на усташите“. В Сърбия хърватските национални символи вече се считат за еквивалентни на фашистка власт. В крайна сметка, ксенофобската реторика на Туджман, отношението му към хърватските сърби и подкрепата му за бившите лидери на усташите само засилват страховете на сърбите. На 14 май 1990 г. оръжията на Териториалната отбрана на Хърватия в районите с хърватско мнозинство са отнети от ЮНА, което лишава Хърватия от собствени оръжия.
През август 1990 г. се провежда непризнат моноетнически референдум в регионите със значително сръбско население относно сръбските суверенитет и автономия в Хърватия. На 21 декември 1990 г. е провъзгласена Сръбска автономна област Източна Славония, Бараня и Западен Срем от общините в северните части на Далмация и Лика. На следващия ден парламентът на Хърватия ратифицира новата си конституция, която сърбите смятат за начин да им се отнемат правата, предоставени им от социалистическата конституция.
След приемането на конституцията сръбските националисти около Книн започват да предприемат бойни действия срещу хърватските правителствени служители. Хърватската държавна собственост в областта попада под контрола на сръбските общини на новосформирания Сръбски национален съвет. Той е в основата на създаването на Република Сръбска Крайна (РСК).
Когато става ясно, че хърватският министър на отбраната Мартин Шпегел се опитва да набави оръжия за страната си на черния пазар през януари 1991 г., югославските власти поставят ултиматум, изискващ разоръжаването и разпускането на хърватските въоръжени сили. Хърватските власти отказват да го изпълнят и югославската армия изтегля ултиматума след шест дни.
На 12 март 1991 г. ръководството на ЮНА се среща с президиума на СФРЮ с предложение да се обяви извънредно положение, което би позволило на армията да поеме контрол над страната. Югославският главнокомандващ Велко Кадиевич твърди, че е налице заговор за унищожаване на страната. Анте Маркович споменава, че след като президиумът не удовлетворява исканията на ЮНА, Кадиевич отива при него с предложение за преврат срещу отцепващите се републики.

## Ход на войната

### 1991: Начало на военните действия

#### Първи въоръжени сблъсъци
Етническата омраза нараства, докато различни инциденти захранват пропагандните апарати и от двете страни. Според бившия президент на Сръбска Крайна Милан Мартич, сръбската страна започва да прилага сила първа. Конфликтът прераства във въоръжени сблъсъци в районите, където сърбите са мнозинство. Сърбите нападат хърватските полицейски екипи в Пакрац в началото на март 1991 г., а 21-годишният Йосип Йович е първият убит полицай от сръбските сили в края на месеца.
През март и април 1991 г. сърбите в Хърватия започват да предприемат действия за отцепване от хърватската територия. Съществуват спорове относно колко е бил локално мотивиран този ход и в каква степен е било замесено сръбското правителство на Милошевич. В крайна сметка, Сръбска Крайна е провъзгласена, включвайки всички хърватски територии със значително сръбско малцинство. Хърватското правителство счита този ход за въстание. Към края на април 1991 г. вече са записани около 200 инцидента, включващи взривни устройства, и 89 нападения срещу хърватската полиция. Хърватското министерство на вътрешните работи започва да въоръжава все повече специални полицейски екипи, което довежда до съставянето на истинска армия. На 9 април 1991 г. хърватският президент Франьо Туджман нарежда специалните полицейски сили да бъде преименувани на „Народна гвардия“. Това бележи създаването на отделни въоръжени сили на Хърватия.
Сред по-значителните сблъсъци от този период са обсадата на село Киево, където над хиляда души са обсадени, и инцидентът в Борово Село, при който хърватски полицаи влизат в схватка със сръбски паравоенни и губят 12 души. Из селата в източна Славония цари насилие: в Товарник хърватски полицай е убит от сръбски паравоенни на 2 май, а в Сотин сръбски цивилен е убит на 5 май, след като попада в кръстосания огън между сръбски и хърватски паравоенни. На 6 май протестите в Сплит водят до смъртта на войник от ЮНА.
На 15 май хърватинът Степан Месич трябва да поеме поста на председател на редуващото се президентство в Югославия. Сърбия, подпомагана от Косово, Черна гора и Войводина, чиито гласове по това време са под сръбски контрол, блокират назначаването, което до този момент се е считало за най=вече церемониално. Този ход оставя Югославия без държавен глава и без главнокомандващ. Два дни по-късно повторен опит за гласуване също се проваля. Анто Маркович, министър-председател на Югославия по това време, предлага да се състави панел, който да разполага с президентски правомощия. Кои ще са членове на този панел не става ясно веднага, нито кой ще заеме поста на главнокомандващ ЮНА. Предложението бързо е отхвърлено от Хърватия като противоконституционно. Кризата приключва след шест седмици, когато Месич в крайна сметка е избран за президент.
През този период, ЮНА и Териториалната отбрана остават под лидерството на федералните власти, които се контролират от Милошевич. Хелзинки Уоч докладват, че властите на Сръбска Крайна са екзекутирали сърби, които са търсели примирие с хърватските политици.

#### Обявяване на независимост
На 19 май 1991 г. хърватските власти провеждат референдум за независимост, включващ и избор за оставане в Югославия като по-свободен съюз. Местните сръбски власти призовават за бойкотиране на референдума. Въпреки това, референдумът приключва с 94% от гласовете в полза на независимостта. Новосъставените хърватски военни формирования провеждат военен парад на стадион Кранчевичева в Загреб на 28 май 1991 г.
Парламентът на Хърватия обявява независимостта на страната и скъсва връзките си с Югославия на 25 юни 1991 г. Европейската общност и Съвещанието по сигурност и сътрудничество в Европа призовават хърватските власти да въведат тримесечен мораториум върху решението си.
Югославското правителство и югославският министър-председател Анте Маркович определят провъзгласената независимост на Хърватия и Словения за незаконна и противоконституционна, подкрепяйки действията на ЮНА за осигуряване целостта на Югославия. Десетдневната война в Словения през юни-юли 1991 г. приключва бързо, отчасти поради етническата хомогенност на словенското население. Хърватия подписва Брионската декларация, която предвижда замразяването на независимостта на страната за три месеца, което в известна степен успокоява вълненията.

#### Ескалация на конфликта
През юли 1991 г., в опит да спасят това, което е останало от Югославия, силите на ЮНА предприемат операции срещу преобладаващо хърватските области. Сръбската Териториална отбрана започва настъпление по далматинските брегови райони в хода на операция „Бряг-91“. Към началото на август, големи райони от Банска крайна вече са под сръбски контрол. С началото на военните действия в Хърватия, много хървати и сърби започват масово да дезертират от армията, подобно на случая в Словения. Албанци и македонци започват да търсят начини законно да напуснат ЮНА или да прослужат времето си в Македония. Това прави етническият състав на ЮНА в Хърватия по-хомогенен.
Месец след като Хърватия обявява независимостта си, югославската армия и други сръбски сили контролират по-малко от 1/3 хърватска територия, най-вече в районите с преобладаващо сръбско население. Военната стратегия на ЮНА отчасти е съставена от мащабни бомбардировки, понякога и по цивилни. С напредването на военните действия, градовете Дубровник, Госпич, Шибеник, Задар, Карловац, Сисак, Славонски Брод, Осиек, Винковци и Вуковар попадат под ударите на югославските войски. ООН налага оръжейно ембарго на двете страни, но това не засяга особено ЮНА, която разполага с достатъчно голям арсенал, а в същото време възпрепятства сериозно новосформираната хърватска армия. Поради тази причина, правителството на Хърватия започва контрабанда на оръжия през границите си.
През август 1991 г. започва битката за Вуковар. Източна Славония е тежко засегната през войната и фронтове се образуват около Осиек и Винковци, докато Вуковар бива обграждан. Към септември Вуковар е напълно обграден от сръбски войски. Хърватските отбранители, включващи 204-та Вуковарска бригада, се укрепят в града и се държат срещу елитните бронирани и механизирани бригади на ЮНА и сръбските паравоенни групи. Вуковар е почти напълно опустошен – 15 000 къщи са разрушени. Оценките на смъртните случаи в града в резултат на обсадата варират от 1798 до 5000 души. Още 22 000 хървати са пропъдени от Вуковар, след като градът е превзет. Според някои оценки, 220 000 хървати и 300 000 сърби се впускат във вътрешна миграция в страната по време на войната. В много случаи, голям брой граждани са извеждани извън населените си места от военните.
На 3 октомври югославските военноморски сили подновяват блокадата си на главните хърватски пристанища. Това се случва след месеци на неравно положение, след като хърватските войници в казармите на ЮНА блокират оръжейните складове в своя полза. Ходът следва и края на операция „Бряг-91“, в която ЮНА не успява да окупира бреговата линия на Хърватия в опит да отреже достъпа на Далмация до останалите части на страната.
На 5 октомври хърватският президент Туджман изнася реч, чрез която призовава цялото население да се мобилизира и отбранява срещу „сръбския империализъм“, към който се стреми ЮНА. На 7 октомври югославските военновъздушни сили извършват удари срещу правителствената сграда в Загреб – инцидент, познат под името „бомбардиране на Бански двори“. На следващия ден, меморандумът на Брионската декларация изтича, а хърватският парламент окончателно скъсва връзките си с Югославия. Така, 8 октомври се превръща в деня на независимостта на Хърватия. Бомбардирането на правителствената сграда и обсадата на Дубровник, която започва седмица по-рано, са фактори, които карат Европейският съюз да наложи санкции на Сърбия. На 15 октомври, след превземането на Цавтат от ЮНА, местните сърби, предвождани от Александър Ацо Аполонио провъзгласяват Дубровнишката република. Междувременно, чуждестранните медии отразяват щетите по културното наследство на Дубровник. Артилерийските обстрели по града повреждат около 56% от сградите му. Историческата крепост на града понася 650 попадения от артилерийски снаряди.

#### Кулминация
В отговор на придвижването на 5-и корпус на ЮНА през река Сава към Пакрац и на север към западните части на Славония, хърватската армия започва успешна контраатака в началото на ноември 1991 г. – първата ѝ голяма операция във войната. Операция „Откос-10“ (31 октомври – 4 ноември) води до превземането на областта между хребетите Билогора и Папук от Хърватия. Хърватската армия си възвръща около 270 km2 земи в хода на операцията.
Вуковарското клане е извършено през ноември, а оцелелите от него са транспортирани в затворнически лагери като Овчара и Велепромет, като повечето от тях накрая са вкарани в затвора на Сремска Митровица. Продължителната окупация на Вуковар привлича голямо международно внимание.
Също в източните части на Славония, през октомври се извършва Ловаското клане, а през ноември – Ердутското клане. Междувременно, във вътрешността на Далмания се извършва клане в Шкабърня, но то като цяло остава в сянката на събитията във Вуковар.
На 14 ноември морската блокада на далматинските пристанища започва да е притискана от цивилни кораби. Конфронтацията взима връх с в битка за далматинските протоци, когато хърватската брегова артилерия поврежда, потапя или превзема няколко югославски военни кораба. След това сражение, югославските военноморски операции на практика са ограничени до южните части на Адриатическо море.
Хърватските сили правят още пробиви във втората част на декември, включително и операция „Ураган-91“. Благодарение на нея, хърватската армия си възвръща около 1440 km2 територия. Краят на операцията бележи и края на шестмесечния етап на интензивни сражения, в резултат на които са загинали 10 000 души, а стотици хиляди са мигрирали.
На 19 декември, докато боеве се ожесточават, Хърватия спечелва първото си дипломатическо признание от западна държава (Исландия), докато сръбските автономни области в Крайна и Славония се самопровъзгласяват за Република Сръбска Крайна. Четири дни по-късно и Германия признава хърватската независимост. На 26 декември 1991 г. доминираното от сърби федерално президентство обявява плановете си за по-малка Югославия, която да включва завладените територии от Хърватия по време на войната. На 21 декември, обаче, за пръв път във войната е нападната Истрия. Сръбските сили атакуват летището до град Върсар, разположено в югозападната част на полуострова и разполагащо с два МиГ-21 и два Г-2 Галеб. По-късно югославски самолети бомбардират и близкото летище Црленка, убивайки двама. Посредничени от чуждестранни дипломати, прекратявания на огъня са подписвани често, но и често нарушавани. Хърватия губи много от земите си, но увеличава състава на армията си от 7 бригади в началото на конфликта до 60 бригади и 37 независими батальона към края на годината.
Съветът на министрите на Европейската икономическа общност съставя Арбитражна комисия на Мирната конференция за Югославия на 27 август 1991 г. Тя има за цел да дава правни насоки. Към края на ноември 1991 г. петчленната комисия издава десет свои мнения. Комисията заявява, че СФР Югославия е в процес на разпад и че вътрешните граници на югославските републики не трябва да бъдат променяни, освен ако не се договорят свободно от двете страни.
Фактори в полза на запазването на довоенните граници на Хърватия са поправките в югославската федерална конституция от 1971 г. и югославската федерална конституция от 1974 г. Въпросните поправки въвеждат понятието, че суверенните права се упражняват от федералните субекти, а федерацията разполага единствено властта, която ѝ е дадена от конституцията. Югославската конституция от 1974 г. потвърждава и подсилва принципите, въведени през 1971 г. Границите са прокарани от демаркационни комисии през 1947 г., които следват решенията на Антифашисткото събрание за народно освобождение на Югославия от 1943 и 1945 г.

### 1992: Примирие
Ново примирие, спонсорирано от ООН, 15-ото за период от шест месеца, е сключено на 2 януари 1992 г. и влиза в сила още на следващия ден. Хърватия е официално призната за независима държава от Европейската общност на 15 януари 1992 г. Въпреки че ЮНА започва да се изтегля от територията на страната, включително и от Крайна, Република Сръбска Крайна все още разполага с надмощие в окупираните територии, благодарение на подкрепата на Сърбия. Към този момент самообявилата се република включва 13 913 km2 територия. Това изключва 680 km2 окупирани земи около Дубровник, тъй като този район се счита за част от Република Сръбска Крайна.
Слагайки край на поредицата от неуспешни примирия, ООН мобилизира сили по опазване на мира в сръбските части на Хърватия, които да се грижат за изпълнението и придържането към договора. Тези сили са съставени официално с резолюция на Съвета за сигурност на ООН на 21 февруари 1992 г. Враждуващите страни заемат укрепени позиции, а ЮНА скоро се оттегля от Хърватия в Босна и Херцеговина, където се очаква образуването на нов конфликт. Хърватия става член на ООН на 22 май 1992 г. под условието, че ще промени конституцията си така, че да защитава човешките права на малцинствените групи и дисидентите. Изгонването на несръбското цивилно население от окупираните територии продължава въпреки присъствието на силите на ООН, а в някои случаи те дори са описвани като съучастници.
Югославската народна армия взема хиляди пленници по време на войната и ги изпраща в затворнически лагери в Сърбия, Черна гора и Босна и Херцеговина. Хърватските сили също пленяват сърби и двете страни се съгласяват да разменят затворници. Повечето от тях са освободени към края на 1992 г.
Въоръженият конфликт в Хърватия продължава с прекъсвания в по-малък мащаб. Провеждат се няколко малко операции от хърватските сили, целящи облекчаване на обсадите на Дубровник, Шибеник, Задар и Госпич. На 21 – 22 юни 1992 г. избухват сражения на платото Милевци между Кърка и Дърниш. В периода 1 – 13 юли 1992 г. се провежда операция „Тигър“, от 20 – 24 септември се провеждат сражения за Конавле, а от 22 до 25 септември – за Влащица. Боевете около Дубровник са последвани от изтегляне на ЮНА от Конавле между 30 септември и 20 октомври 1992 г. Полуостров Превлака, пазещ подхода към Которския залив е демилитаризиран и предаден на силите на ООН, а Конавле е предаден на хърватските власти.

### 1993: Хърватско военно настъпление
Военните действия са подновени в началото на 1993 г., когато на 22 януари хърватската армия започва операция „Масленица“, която е прицелена в района на Задар. Тя има за цел да подобри стратегическата ситуацията в този район, а основните ѝ мишени са градското летище и Масленицкия мост, който е последната сухопътна връзка между Загреб и Задар, преди градът да бъде превзет през септември 1991 г. Атаката е успешна и постига целите си, макар и на висока цена – 114 хърватски и 490 сръбски войници загиват.
Докато тече операция „Масленица“, хърватските войски нападат сръбските позиции 130 km на изток. Те се насочват към Перучкия язовир и го превземат към 28 януари 1993 г., малко след като сръбски бунтовници изгонват миротворните сили на ООН, охраняващи язовира от лятото на 1992 г. Хърватите откриват, че сърбите са положили 35 – 37 тона взривно вещество на общо седем места по язовира по такъв начин, че не могат да се премахнат. Взривните заряди са оставени така. Отстъпващите сърби детонират три експлозива с общ заряд 5 тона по 65-метровата язовирна стена в опит да я разрушат и да наводнят по-ниските околни райони. Бедствието е предотвратено от британския лейтенант Марк Николас Грей от ООН, който рискува да бъде дисциплинарно уволнен за действия надхвърлящи пълномощията му като намалява нивото на водата в язовира, преди да бъде взривен. Действията му потенциално спасяват хиляди души, които иначе биха се удавили или биха останали без дом.
Операция „Медакски джоб“ се провежда южно от Госпич в периода 9 – 17 септември. Офанзивата на хърватската армия цели възпрепятстване на сръбската артилерия да обстрелва град Госпич. Операцията успява да премахне заплахата на артилерията, но е опетнена от военни престъпления – международният трибунал по-късно обвинява хърватските офицери във военни престъпления. Атаката спира под международен натиск, а хърватските войски се изтеглят към позициите си преди 9 септември, а при бившите артилерийски позиции са изпратени сили на ООН. Последвалите събитията остават противоречиви. Канадските власти докладват, че хърватската армия с прекъсвания открива огън по напредващата канадска лека пехота, преди да отстъпи. Хърватското министерство на отбраната и офицерите от ООН отхвърлят твърденията, че са се водили такива битки.
| Етническа група | 1991 г.         | 1993 г.       |
| --------------- | --------------- | ------------- |
| Сърби           | 245 800 (52,3%) | 398 900 (92%) |
| Хървати         | 168 026 (35,8%) | 30 300 (7%)   |
| Други           | 55 895 (11,9%)  | 4395 (1%)     |
| Общо            | 469 721         | 433 595       |

На 18 септември 1993 г. хърватските власти подписват Даруварското споразумение с местните сръбски лидери в Западна Славония. Целта на този таен договор е да се нормализира живота на местното население близо до фронтовата линия. Въпреки това, властите в Книн научават за това и арестуват отговорните за споразумението сръбски лидери. През юни 1993 г. сърбите започват да гласуват на референдум за присъединяването на територията на Сръбска Крайна към Република Сръбска. Милан Матрич, изпълняващ ролята на министър на вътрешните работи на РСК, подкрепя сливането на „двете сръбски държави като първи етап в основаването на държава за всички сърби“. На 21 януари 1994 г. той заявява, че ще ускори процеса по обединяване и ще предаде щафетата на Слободан Милошевич. Тези намерения са контрирани от резолюция 871 на Съвета за сигурност на ООН през октомври 1993 г., когато съветът потвърждава за пръв път, че охраняваните от ООН области в РСК са интегрална част от Република Хърватия.
През 1992 и 1993 г. около 225 000 хървати, както и бежанци от Сърбия и Босна и Херцеговина, се заселват в Хърватия. Хърватски доброволци участват и във войната в Босна и Херцеговина. През септември 1992 г. Хърватия приема 335 985 бежанци от Босна и Херцеговина, повечето бошняци. Големият поток от бежанци първоначално обтяга хърватската инфраструктура и икономика.

### 1994: Сваляне на подкрепата за Крайна
През 1992 г. избухва Хърватско-босненския конфликт в Босна и Херцеговина. Първоначално войната се води между Хърватския съвет за отбрана и хърватски доброволчески войски от една страна и армията на Република Босна и Херцеговина от друга, но към 1994 г. хърватската армия вече е разгърнала от 3 до 5 хиляди души в конфликта. Под натиска на САЩ воюващите страни сключват примирие през февруари 1994 г., което е последвано от среща на хърватски, босненски и босненско-хърватски представители с американския държавен секретар Уорън Кристофър във Вашингтон. На 4 март Франьо Туджман подкрепя споразумението за създаването на Федерация Босна и Херцеговина и сключването на съюз между хърватската и босненската армии срещу сръбските сили. Това води до присъединяването на Херцег-Босна към новата федерация и намаляване на воюващите страни в Босна Херцеговина от три на две.
В края на 1994 г. хърватската армия се намесва в Босна при Купрес от 1 до 3 ноември, и при Динара и Ливно от 29 ноември до 24 декември. Тези операции са проведени, за да се облекчи обсадата на Бихач и да се обгради Книн, столицата на РСК. По време време текат неуспешни преговори между хърватското правителство и правителството на РСК, посредничени от ООН. Дискутираните въпроси засягат отварянето на окупираната от сърбите част от автомагистрала А3 близо до Окучани, както и предполагаемия статут на райони със сръбско малцинство в Хърватия. Магистралата е отворена към края на 1994 г., но много скоро е затворена отново поради съображения за сигурност. Неколкократните провали да се разрешат тези два проблема водят до по-големите хърватски офанзиви през 1995 г.
Междувременно, армията на Сръбска Крайна продължава обсадата на Бихач заедно с армията на Република Сръбска от Босна. Западните военни анализатори оповестяват, че освен сръбските системи земя-въздух около Бихач, в околностите на града е била разположена съвременна система С-75 Двина, вероятно донесена от Белград. В отговор на ситуацията, Съветът за сигурност на ООН приема резолюция 958, която позволява на самолети на НАТО да действат на територията на Хърватия. На 21 ноември самолети на НАТО нанасят удар по летището на Удбина, което се контролира от Сръбска Крайна, и временно го изнасят от строй. На 23 ноември натовски самолети атакуват и комплекс земя-въздух близо до Двор с противорадиолокационни ракети AGM-88 HARM.
В следващите си кампании, хърватската армия използва вариант на блицкриг тактиката, при който гвардейските бригади преминават през вражеските линии, докато останалите формирования държат позициите си в други точки, като по този начин се обгражда врага. Освен това, през септември 1994 г. Хърватия наема услугите на някои американски военни експерти, които да обучават хърватските офицери на основни ръководни качества, без да нарушават оръжейното ембарго на ООН, което още е в сила, или да ги учат на тактическа подготовка.

### 1995: Край на войната
Напрежението отново се покачва в началото на 1995 г., когато Хърватия започва все повече да притиска Република Сръбска Крайна. На 12 януари Франьо Туджман формално обявява пред генералния секретар на ООН Бутрос Бутрос-Гали, че Хърватия слага край на споразумението, позволяващо стационирането на сили на ООН в Хърватия от 31 март. Предполага се, че ходът му най-вероятно е бил мотивиран от действията на Сърбия, която предоставя помощи на сръбската окупация в Хърватия и се опитва да интегрира окупираните райони в територията на Югославия.
Международните умиротворителни усилия продължават, а пред властите на Хърватия и Сръбска Крайна е представен нов план за мир, наречен План Z-4. Първоначално няма отговор от хърватска страна, а сърбите отхвърлят предложението. След това е предложена нова умиротворителна мисия на ООН, която да разполага с по-голям мандат, за да патрулира международно признатите граници на Хърватия. Първоначално сърбите се противопоставят на този ход и изпраща танкове в източните части на Хърватия. Накрая е постигнато споразумение, а новата умиротворителна мисия на ООН е одобрена от резолюция 981 на Съвета за сигурност на ООН на 31 март. Хърватският външен министър Мате Гранич настоява към името на мисията да бъде добавена думата „Хърватия“. Така е създадена „Операция за възстановяване на доверието на ООН в Хърватия“ (на английски: United Nations Confidence Restoration Operation in Croatia, UNCRO).
Насилието избликва отново в началото на май 1995 г. Република Сръбска Крайна губи подкрепа от сръбското правителство в Белград, отчасти поради международния натиск. Междувременно, хърватската операция „Мълния“ завзема окупираните от сърбите територии в западните части на Славония. За отплата, сръбските сили обстрелват Загреб с ракети, убивайки 7 и ранявайки над 200 души. Югославската армия придвижва танкове към хърватската граница, за да отблъсне евентуална атака в окупираните източни части на Славония.
През следващите месеци международните усилия са главно концентрирани върху провалилите си хуманитарни коридори в Босна и Херцеговина и скрепяването на по-дълго примирие в Хърватия. Двата проблема на практика се обединяват към юли 1995 г., когато няколко зони на безопасност в източната част на Босна и Херцеговина са потъпкани, а тази в Бихач е застрашена. Още през 1994 г. Хърватия сигнализира, че няма да позволи Бихач да бъде превзет и новата увереност в способността на хърватските военни да завземат окупираните територии поставя натиск върху хърватските власти да не сключват повече примирие – окупираните територии се очаква да бъдат присъединени отново към Хърватия. Този развой на събитията води до примирие в Босна, последвано от среща на президентите на Хърватия и Босна и Херцеговина на 22 юли, когато е подписано Сплитското споразумение. Чрез него, Босна и Херцеговина моли Хърватия за военна помощ, главно за облекчаване на обсадата на Бихач. Хърватия се съгласява на тази военна намеса.
В периода 25 – 30 юли хърватската армия напада сръбските територии северно от Динара, завземайки Босанско Грахово и Гламоч в хода на операция „Лято ’95“. Тази офанзива полага пътя към превземането на окупираните територии около Книн, тъй като прекъсва последния ефективен маршрут на доставки между Баня Лука и Книн. На 4 август Хърватия започва операция „Буря“, която цели завладяването на почти всички от окупираните територии в Хърватия, с изключение на относително малка ивица земя по поречието на Дунав. Офанзивата включва 100 000 хърватски войници и е най-голямата сухопътна битка в Европа след Втората световна война. Операцията постига целите си и е обявена за приключила успешно на 8 август.
Голяма част от цивилното население на окупираните райони побягва по време на офанзивата или веднага след нея, което по-късно е описвано както като прогонване, така и като планирана евакуация. Според генералния щаб на гражданска защита на Република Сръбска Крайна, евакуирането на сърбите е било организирано и планирано предварително. Според Амнести Интернешънъл, след края на операцията, членове на хърватските армия и полиция убиват, измъчват и насилствено изгонват хърватските сърби, останали в районите. BBC оценяват броя на сръбските бежанци на 200 000 в даден момент, докато международният трибунал докладва депортирането на 20 000 души. На хърватските бежанци от 1991 г. най-накрая е позволено да се приберат у дома. Само през 1996 г. около 85 000 хървати се завръщат от Крайна и западните части на Славония.
През следващите месеци има спорадични нападения, главно от артилерията в сръбските райони на Босна и Херцеговина срещу Дубровник и други места. Останалите райони под сръбски контрол в Източна Славония в Хърватия са изправени под възможността от военна конфронтация с Хърватия. Такава възможност е мноократно споменавана от Туджман след операция „Буря“. Заплахата е подчертана от придвижването на войски в региона към средата на октомври, както и по-ранна закана, че хърватската армия ще се намеси, ако до края на месеца не бъде постигнат мирен договор.

#### Реинтеграция на Източна Славония
Още евентуални сблъсъци се предотвратени на 12 ноември, когато е подписано Ердутското споразумение между министъра на отбраната на Сръбска Крайна Милан Миланович и хърватския министър-председател Хървое Шаринич. Според този договор, останалите окупирани части следва да бъдат предадени на Хърватия след двугодишен преходен период. Преходната администрация е поета от ООН чрез резолюция 1037 на Съвета за сигурност от 15 януари 1996 г. Споразумението гарантира и правото на създаване на Съвместен съвет на общините за местните сръбски общности.
Впоследствие преходният период е удължен с година. На 15 януари 1998 г. мандатът на администрацията на ООН приключва, а Хърватия поема пълен контрол над областта.

## Последици
Съществуват две виждания за това дали войната е гражданска или международна. Правителството на Сърбия настоява, че това е изцяло граждански конфликт, докато преобладаващото мнение в Хърватия и на повечето международни правни експерти е, че това е международен конфликт между Сърбия и Хърватия. Нито Хърватия, нито Сърбия официално обявява война.
Повечето източници поставят броя на жертвите във войната около 20 000. Оценките на загиналите хървати варират между 12 000 и 15 000 души. Около 2400 души са докладвани за изчезнали по време на войната. Към 2010 г., хърватското правителство все още търси информация за 1997 души, изчезнали през войната. Към 2009 г., над 52 000 хърватски граждани са регистрирани като инвалиди вследствие участието им във войната.
Войната води до общо 500 000 бежанци. Между 196 и 247 хил. хървати и други несърби са преместени през войната от или около Република Сръбска Крайна. Повечето от тях са преместени през началния етап на войната (1991 – 1992).
Белградски неправителствени организации упоменават 7134 убити и безследно изчезнали в Република Сръбска Крайна, от които 4484 войници, 2650 цивилни и 307 членове на ЮНА, които не са от Хърватия. Повечето от тях са убити или изчезват през 1991 г. и 1995 г. Най-много загиват с северните части на Далмация. ЮНА докладва за 1279 души загинали в бой, но реалният брой на жертвите най-вероятно е много по-голям, тъй като такива цифри редовно се занижават от армията.
Според сръбски източници, около 120 000 сърби са преместени в периода 1991 – 1993 г., а 250 000 са преместени след операция „Буря“. През 1993 г. са изместени 254 000 сърби, и още 200 000 през последната година на войната. Повечето международни източници поставят броя мигрирали сърби около 300 000. Към 2008 г., 125 000 са се регистрирали като завърнали се в Хърватия, като от тях 55 000 остават за постоянно.
Програмата на ООН за развитие в Хърватия в свой доклад от 2013 г. определя, че общият брой на жертвите на изнасилвания (от двата пола) и други форми на сексуални посегателства е между 1470 и 2205 души. Повечето от жертвите са несърби и са нападани от сърби. Най-голям брой изнасилвания са извършени в Източна Славония: между 380 и 570. Хърватските сили са отговорни за 94 – 140 изнасилвания в хода на операциите „Мълния“ и „Буря“.
Що се отнася до имуществените щети, официалната оценка на Хърватия от 1996 г. посочва 180 000 унищожени домове, 25% от хърватската икономика е унищожена, възлизащи на 27 млрд. долара материални щети. БВП на страната спада с 21% по време на войната. 2423 обекта на културно наследство, от които 495 свещени постройки, са повредени или унищожени. Войната налага икономическата тежест, тъй като въоръжените сили имат големи разходи. Към 1994 г. Хърватия вече се е развила във военна икономика, а въоръжените сили се ползват с до 60% от правителствения бюджет.
Сръбските военни разходи са дори още по-големи. През 1992 г. 81% от средствата са пренасочени към сръбските военни кампании. Тъй като значителна част от федералния бюджет до 1992 г. е предоставяна от Словения и Хърватия, най-развитите републики в Югославия, липсата на федерални приходи бързо довежда до отчаяно отпечатване на пари, с които да се финансират правителствените операции. Това се превръща в тежък епизод на хиперинфлация – между октомври 1993 г. и януари 1995 г. Югославия, тогава съставена от Сърбия и Черна гора, претърпява хиперинфлация от квадрилион процента.
Много хърватски градове попадат под обстрела на артилерия, ракети или авиационни бомби от силите на РСК или ЮНА. Приблизително 2 милиона мини са положени из различни части на Хърватия през войната. Повечето от тях не са залагани по някакъв модел, а поставянето им не е записвано никъде. Десетилетие след войната, през 2005 г., по бившите фронтови линии все още стоят заровени около 250 000 мини на площ от около 1000 km2. Над 1900 души са убити или ранени от мини в Хърватия от началото на войната, включително над 500 след края ѝ. Между 1998 и 2005 г. Хърватия похарчва 214 милиона евро по различни програми за миночистене. Към 2009 г. всички останали неизчистени минни полета са ясно обозначени.
Към 2018 г. Международният наказателен трибунал за бивша Югославия е осъдил седем държавници от сръбска/черногорска страна и никого от хърватска страна. Милан Мартич получава най-голяма присъда: 35 години затвор. Милан Бабич получава 13 и се разкайва за ролята си във войната, молейки „хърватските си братя да му простят“. През 2007 г. офицерите от ЮНА Веселин Шливанчанин и Миле Мъркшич са осъдени съответно на 10 и 20 години затвор за участието им във Вуковарското клане. След превземането на Вуковар, ЮНА предава няколкостотин хървати на сръбските сили. От тях, най-малко 264 са убити и погребани в масови гробове в съседното селище Овчара. Кметът на града, Славко Докманович, е изправен пред съда, но се самоубива през 1998 г., преди да е започна съдебния му процес. През 2017 г. Драган Василкович, командир на сръбска паравоенна група в Хърватия, е осъден на 15 години затвор за военни престъпления от хърватски съд.
Генералите Павле Стругар и Миодраг Йокич са осъдени от трибунала съответно на 8 и 7 години затвор за това, че са бомбардирали Дубровник. Срещу бившия президент на Република Сръбска Крайна Горан Хаджич също е започнато дело, но той умира през 2016 г. През 2018 г. Войслав Шешел е осъден на 10 години за престъпления срещу човечеството чрез преследването и депортирането на хървати от Войводина през 1992 г., като след това са му прибавени още 4 години и 9 месеца за неуважение към съда.